# 500 kilomètres d'Anderstorp FIA GT 2003
Navigation
Édition précédente
Les 500 kilomètres d'Anderstorp 2003 FIA GT, disputées le 7 septembre 2003 sur le circuit d'Anderstorp, est la septième manche du championnat FIA GT 2003.

## Course

### Classement de la course
Classement à l'issue de la course (vainqueurs de catégorie en gras), :
| Pos.   | Catégorie | N° | Écurie                                    | Pilotes                                             | Châssis                   | Pneus | Tours |
| Pos.   | Catégorie | N° | Écurie                                    | Pilotes                                             | Moteur                    | Pneus | Tours |
| ------ | --------- | -- | ----------------------------------------- | --------------------------------------------------- | ------------------------- | ----- | ----- |
| 1      | GT        | 14 | Lister Storm Racing                       | Jamie Campbell-Walter Nathan Kinch                  | Lister Storm              | D     | 114   |
| 1      | GT        | 14 | Lister Storm Racing                       | Jamie Campbell-Walter Nathan Kinch                  | Jaguar 7.0L V12           | D     | 114   |
| 2      | GT        | 2  | Konrad Motorsport                         | Franz Konrad Walter Lechner, Jr. Toni Seiler        | Saleen S7-R               | D     | 114   |
| 2      | GT        | 2  | Konrad Motorsport                         | Franz Konrad Walter Lechner, Jr. Toni Seiler        | Ford 7.0L V8              | D     | 114   |
| 3      | GT        | 15 | Lister Storm Racing                       | Andrea Piccini David Sterckx                        | Lister Storm              | D     | 113   |
| 3      | GT        | 15 | Lister Storm Racing                       | Andrea Piccini David Sterckx                        | Jaguar 7.0L V12           | D     | 113   |
| 4      | GT        | 22 | BMS Scuderia Italia                       | Fabrizio Gollin Luca Cappellari                     | Ferrari 550-GTS Maranello | M     | 113   |
| 4      | GT        | 22 | BMS Scuderia Italia                       | Fabrizio Gollin Luca Cappellari                     | Ferrari 5.9L V12          | M     | 113   |
| 5      | GT        | 21 | Care Racing BMS Scuderia Italia           | Stefano Livio Lilian Bryner Enzo Calderari          | Ferrari 550-GTS Maranello | M     | 112   |
| 5      | GT        | 21 | Care Racing BMS Scuderia Italia           | Stefano Livio Lilian Bryner Enzo Calderari          | Ferrari 5.9L V12          | M     | 112   |
| 6      | N-GT      | 61 | EMKA Racing                               | Emmanuel Collard Tim Sugden                         | Porsche 911 GT3-R         | D     | 111   |
| 6      | N-GT      | 61 | EMKA Racing                               | Emmanuel Collard Tim Sugden                         | Porsche 3.6L Flat-6       | D     | 111   |
| 7      | GT        | 18 | Zwaan's Racing                            | Arjan van der Zwaan Rob van der Zwaan Klaus Abbelen | Chrysler Viper GTS-R      | D     | 111   |
| 7      | GT        | 18 | Zwaan's Racing                            | Arjan van der Zwaan Rob van der Zwaan Klaus Abbelen | Chrysler 8.0L V10         | D     | 111   |
| 8      | N-GT      | 50 | Freisinger Motorsport                     | Marc Lieb Stéphane Ortelli                          | Porsche 911 GT3-RS        | D     | 110   |
| 8      | N-GT      | 50 | Freisinger Motorsport                     | Marc Lieb Stéphane Ortelli                          | Porsche 3.6L Flat-6       | D     | 110   |
| 9      | N-GT      | 88 | Team Maranello Concessionaires            | Darren Turner Jamie Davies                          | Ferrari 360 Modena N-GT   | D     | 110   |
| 9      | N-GT      | 88 | Team Maranello Concessionaires            | Darren Turner Jamie Davies                          | Ferrari 3.6L V8           | D     | 110   |
| 10     | N-GT      | 99 | RWS Yukos Motorsport                      | Adam Jones Stéphane Daoudi                          | Porsche 911 GT3-RS        | P     | 109   |
| 10     | N-GT      | 99 | RWS Yukos Motorsport                      | Adam Jones Stéphane Daoudi                          | Porsche 3.6L Flat-6       | P     | 109   |
| 11     | N-GT      | 51 | Freisinger Motorsport                     | Bert Longin Gabriele Gardel                         | Porsche 911 GT3-RS        | D     | 109   |
| 11     | N-GT      | 51 | Freisinger Motorsport                     | Bert Longin Gabriele Gardel                         | Porsche 3.6L Flat-6       | D     | 109   |
| 12     | N-GT      | 74 | Team Eurotech                             | Mark Mayall Jürgen von Gartzen                      | Porsche 911 GT3-RS        | D     | 109   |
| 12     | N-GT      | 74 | Team Eurotech                             | Mark Mayall Jürgen von Gartzen                      | Porsche 3.6L Flat-6       | D     | 109   |
| 13     | N-GT      | 57 | MenX                                      | Jaroslav Janiš Robert Pergl                         | Ferrari 360 Modena GT     | D     | 108   |
| 13     | N-GT      | 57 | MenX                                      | Jaroslav Janiš Robert Pergl                         | Ferrari 3.6L V8           | D     | 108   |
| 14     | N-GT      | 77 | RWS Yukos Motorsport                      | Nikolai Fomenko Alexey Vasilyev                     | Porsche 911 GT3-RS        | P     | 106   |
| 14     | N-GT      | 77 | RWS Yukos Motorsport                      | Nikolai Fomenko Alexey Vasilyev                     | Porsche 3.6L Flat-6       | P     | 106   |
| 15     | GT        | 19 | Creation Autosportif                      | Paul Knapfield Jean-Marc Gounon                     | Lister Storm              | D     | 104   |
| 15     | GT        | 19 | Creation Autosportif                      | Paul Knapfield Jean-Marc Gounon                     | Jaguar 7.0L V12           | D     | 104   |
| 16     | N-GT      | 69 | Proton Competition                        | Christian Ried Gerold Ried                          | Porsche 911 GT3-RS        | D     | 102   |
| 16     | N-GT      | 69 | Proton Competition                        | Christian Ried Gerold Ried                          | Porsche 3.6L Flat-6       | D     | 102   |
| 17     | N-GT      | 52 | JMB Racing                                | Andrea Bertolini Fabrizio de Simone                 | Ferrari 360 Modena GT     | P     | 102   |
| 17     | N-GT      | 52 | JMB Racing                                | Andrea Bertolini Fabrizio de Simone                 | Ferrari 3.6L V8           | P     | 102   |
| 18     | N-GT      | 53 | JMB Racing                                | Peter Kutemann Antoine Gosse                        | Ferrari 360 Modena N-GT   | P     | 102   |
| 18     | N-GT      | 53 | JMB Racing                                | Peter Kutemann Antoine Gosse                        | Ferrari 3.6L V8           | P     | 102   |
| 19     | GT        | 9  | JMB Racing                                | Philipp Peter Fabio Babini                          | Ferrari 550 Maranello     | P     | 99    |
| 19     | GT        | 9  | JMB Racing                                | Philipp Peter Fabio Babini                          | Ferrari 6.0L V12          | P     | 99    |
| 20     | GT        | 16 | Wieth Racing                              | Wolfgang Kaufmann Tony Ring                         | Ferrari 550 Maranello     | D     | 91    |
| 20     | GT        | 16 | Wieth Racing                              | Wolfgang Kaufmann Tony Ring                         | Ferrari 6.0L V12          | D     | 91    |
| 21     | GT        | 8  | Graham Nash Motorsport                    | Ni Amorim Miguel Ramos Pedro Chaves                 | Saleen S7-R               | D     | 88    |
| 21     | GT        | 8  | Graham Nash Motorsport                    | Ni Amorim Miguel Ramos Pedro Chaves                 | Ford 7.0L V8              | D     | 88    |
| 22     | GT        | 4  | Force One Racing Festina                  | Philippe Alliot Steve Zacchia                       | Chrysler Viper GTS-R      | P     | 79    |
| 22     | GT        | 4  | Force One Racing Festina                  | Philippe Alliot Steve Zacchia                       | Chrysler 8.0L V10         | P     | 79    |
| 23 DNF | N-GT      | 89 | Team Maranello Concessionaires            | Kelvin Burt Tim Mullen                              | Ferrari 360 Modena GT     | D     | 64    |
| 23 DNF | N-GT      | 89 | Team Maranello Concessionaires            | Kelvin Burt Tim Mullen                              | Ferrari 3.6L V8           | D     | 64    |
| 24 DNF | GT        | 6  | Creation Autosportif                      | Bobby Verdon-Roe Marco Zadra                        | Lister Storm              | D     | 60    |
| 24 DNF | GT        | 6  | Creation Autosportif                      | Bobby Verdon-Roe Marco Zadra                        | Jaguar 7.0L V12           | D     | 60    |
| 25 DNF | GT        | 7  | Graham Nash Motorsport                    | Mike Newton Thomas Erdos                            | Saleen S7-R               | D     | 49    |
| 25 DNF | GT        | 7  | Graham Nash Motorsport                    | Mike Newton Thomas Erdos                            | Ford 7.0L V8              | D     | 49    |
| 26 DNF | GT        | 11 | Roos Optima Racing Team                   | Henrik Roos Magnus Wallinder                        | Chrysler Viper GTS-R      | D     | 44    |
| 26 DNF | GT        | 11 | Roos Optima Racing Team                   | Henrik Roos Magnus Wallinder                        | Chrysler 8.0L V10         | D     | 44    |
| 27 DNF | GT        | 5  | Force One Racing Festina Carsport Holland | Mike Hezemans Anthony Kumpen                        | Chrysler Viper GTS-R      | P     | 35    |
| 27 DNF | GT        | 5  | Force One Racing Festina Carsport Holland | Mike Hezemans Anthony Kumpen                        | Chrysler 8.0L V10         | P     | 35    |
| 28 DNF | GT        | 10 | JMB Racing                                | Boris Derichebourg Christian Pescatori              | Ferrari 550 Maranello     | P     | 13    |
| 28 DNF | GT        | 10 | JMB Racing                                | Boris Derichebourg Christian Pescatori              | Ferrari 6.0L V12          | P     | 13    |
| 29 DNF | GT        | 23 | BMS Scuderia Italia                       | Matteo Bobbi Thomas Biagi                           | Ferrari 550-GTS Maranello | M     | 0     |
| 29 DNF | GT        | 23 | BMS Scuderia Italia                       | Matteo Bobbi Thomas Biagi                           | Ferrari 5.9L V12          | M     | 0     |